# Hans-Gert Pöttering
Hans-Gert Pöttering (født 15. september 1945) er tidligere tysk medlem af Europa-Parlamentet, valgt for CDU.
Pöttering var formand for Europa-Parlamentet i den normale 2,5 års periode (halvdelen af en valgperiode), hvor han efterfulgte socialisten Josep Borrell. Det blev bestemt som led i en valgaftale mellem parlamentets socialistiske og konservative grupper.
Pöttering er den person, der har siddet længst tid i Europa-Parlamentet. Han blev valgt ved det første direkte valg til parlamentet i 1979, og var valgt uafbrudt i syv valgperioder (35 år), frem til valget i 2014.

## Æresbevisninger
Hans-Gert Pöttering er siden den 12. januar 2009 Kommandør af Storkorset af Trestjerneordenen.